# Saison 2014-2015 de l'AJ Auxerre
Maillots
Dernière mise à jour : 30 août 2016.
Chronologie
Saison précédente Saison suivante
L'AJ Auxerre joue lors de la saison 2014-2015, sa troisième saison en deuxième division. Guy Cotret entame sa deuxième saison à la présidence du club alors que Jean-Luc Vannuchi commence sa première saison au club après son arrivée au cours de la saison dernière. Cette saison voit le club s'engager dans trois compétitions que sont la Ligue 2, la Coupe de France et la Coupe de la Ligue.

## Avant-saison
La reprise de l'entraînement est programmée au 23 juin. Il s'ensuit un stage du 29 juin au 5 juillet à La Bresse (Vosges).

Grégoire Lefebvre, Grégory Berthier et François-Xavier Fumu Tamuzo signent leur premier contrat professionnel lors de cette intersaison.
L'AJ Auxerre commence sa campagne de matchs amicaux par une victoire 1-0 contre le FC Sochaux-Montbéliard grâce à un but en début de match de Sébastien Haller sur un centre de Vincent Gragnic.
Sur le second match amical, l'AJ Auxerre s'incline 2 buts à 1 contre l'ESTAC Troyes à la suite de buts de Georges Gope-Fenepej et Lionel Carole côté troyen et de Sébastien Haller côté ajaïste.
Le troisième match amical voit l'AJ Auxerre affronter le Dijon FCO et se termine sur un score de parité 1-1. Sébastien Haller inscrit son 3e but en 3 matchs de préparation. Florent Mollet inscrit le but dijonnais.
Pour la suite des matchs amicaux, l'AJ Auxerre enchaîne par un match nul contre le Stade de Reims puis par 2 victoires contre l'US Orléans et le Red Star.
Sébastien Haller termine meilleur buteur de la préparation en inscrivant 5 buts en 5 matchs.

### Matchs amicaux
| Date     | Horaires | Adversaire             | Division | Lieu        | Résultat | Buteurs de l'AJA                                       | Buteurs adverses                             |
| 05/07/14 | 18:00    | FC Sochaux-Montbéliard | Ligue 2  | Vittel      | 1 - 0    | Sébastien Haller 2e                                    |                                              |
| 09/07/14 | 18:00    | ESTAC Troyes           | Ligue 2  | Sens        | 1 - 2    | Sébastien Haller 67e                                   | Georges Gope-Fenepej 54e · Lionel Carole 69e |
| 11/07/14 | 19:00    | Dijon FCO              | Ligue 2  | Avallon     | 1 - 1    | Sébastien Haller 37e                                   | Florent Mollet 25e                           |
| 16/07/14 | 19:00    | Stade de Reims         | Ligue 1  | Auxerre     | 0 - 0    |                                                        |                                              |
| 19/07/14 | 19:00    | US Orléans             | Ligue 2  | Malesherbes | 1 - 0    | Julien Viale 59e                                       |                                              |
| 25/07/14 | 20:00    | Red Star               | National | Auxerre     | 3 - 0    | Sébastien Haller 18e, 42e · Vincent Gragnic 85e (pen.) |                                              |

## Transferts

### Mercato estival
De nombreux joueurs quittent l'AJ Auxerre durant cette intersaison. En effet, Jeffrey Baltus, Rémy Ébanega, Adama Coulibaly, Marco Ramos, Rudy Haddad, Prince Segbefia, Thomas Monconduit et Souleymane Sawadogo quittent le club libre. De plus, Axel Ngando, Zana Allée, Alassane Pléa et Lynel Kitambala retournent dans leurs clubs respectifs en fin de prêt.
Le 13 juin, une première arrivée vient compenser les départs avec l'arrivée de Vincent Gragnic, joueur libre en provenance du Nîmes Olympique.
Le 20 juin, Éric Marester annonce également son départ du club. Un accord a été trouvé afin que son contrat soit résilié.
En plus de Vincent Gragnic, à la reprise de l'entraînement, le 23 juin, l'AJ Auxerre compte 3 nouvelles têtes. Il s'agit de Sébastien Puygrenier (Kardemir Karabükspor), Pierre Bouby (Nîmes Olympique) et Ruben Aguilar (Grenoble Foot 38). 

Geoffrey Lembet, en fin de contrat dans la préfecture icaunaise, a vu son contrat renouvelé et reste donc au club .

Ali Keïta (Luçon), quant à lui, passe un essai dans le club icaunais.

Dans l'autre sens, Olivier Sorin quitte le club et rejoint le Stade rennais FC.
Le 27 juin, Justin Mengolo, en provenance de Nea Salamina, est mis à l'essai par le club. 
Le 29 juin, une nouvelle recrue rejoint le club auxerrois. Il s'agit du jeune attaquant guinéen, Tafsir Chérif, prêté par l'AS Monaco FC. 
Après le stage auxerrois d'une semaine, les 2 joueurs mis à l'essai par le club Ali Keïta et Justin Mengolo n'ont pas convaincu le staff auxerrois et ne s'engagent donc pas à l'AJA. 
Le 8 juillet, Kévin Afougou, défenseur en provenance de La Berrichonne de Châteauroux, est mis à l'essai par le club. 
D'autres joueurs, tels que Daouda Ba, Yannick M'Boné et Laurent Jens, international luxembourgeois, sont mis à l'essai par le club.
Le 24 juillet, le club annonce la signature de Livio Nabab en provenance de l'Athlétic Club Arles-Avignon.
En quête d'un attaquant rapide pouvant prendre la profondeur, le club annonce l'arrivée de Cheick Fantamady Diarra en provenance du Stade rennais FC sous forme d'un prêt avec option d'achat.
Le 31 août, Willy Boly quitte le club et rejoint Sporting Braga. Au cours du dernier jour du mercato, le 1er septembre, 4 joueurs font leurs apparitions au club. Il s'agit de Yannis Mbombo, prêté par le Standard de Liège, Rémi Mulumba, prêté par le FC Lorient, Thomas Fontaine, en provenance du Tours FC et Amara Baby provenant de La Berrichonne de Châteauroux.
| Nom                         | Poste              | Nationalité  | Transfert                     | Provenance/Destination        | Division            |
| Joueurs                     |                    |              |                               |                               |                     |
| Arrivées                    |                    |              |                               |                               |                     |
| Ruben Aguilar               | Défenseur          | France       | Fin de contrat                | Grenoble Foot 38              | CFA                 |
| Amara Baby                  | Milieu de terrain  | France       | Transfert                     | La Berrichonne de Châteauroux | Ligue 2             |
| Grégory Berthier            | Milieu de terrain  | France       | Premier contrat professionnel | AJ Auxerre rés.               | CFA 2               |
| Pierre Bouby                | Milieu de terrain  | France       | Fin de contrat                | Nîmes Olympique               | Ligue 2             |
| Tafsir Chérif               | Attaquant          | Guinée       | Prêt                          | AS Monaco FC                  | Ligue 1             |
| Cheick Fantamady Diarra     | Attaquant          | Mali         | Prêt avec option d'achat      | Stade rennais FC              | Ligue 1             |
| Thomas Fontaine             | Défenseur          | France       | Fin de contrat                | Tours FC                      | Ligue 2             |
| François-Xavier Fumu Tamuzo | Attaquant          | France       | Premier contrat professionnel | AJ Auxerre rés.               | CFA 2               |
| Vincent Gragnic             | Milieu offensif    | France       | Fin de contrat                | Nîmes Olympique               | Ligue 2             |
| Samed Kilic                 | Milieu de terrain  | France       | Premier contrat professionnel | AJ Auxerre rés.               | CFA 2               |
| Grégoire Lefebvre           | Milieu de terrain  | France       | Premier contrat professionnel | AJ Auxerre rés.               | CFA 2               |
| Yannis Mbombo               | Attaquant          | Belgique     | Prêt                          | Standard de Liège             | Jupiler Pro League  |
| Rémi Mulumba                | Milieu             | France       | Prêt                          | FC Lorient                    | Ligue 1             |
| Livio Nabab                 | Attaquant          | France       | Transfert                     | AC Arles-Avignon              | Ligue 2             |
| Sébastien Puygrenier        | Défenseur          | France       | Résiliation de contrat        | Kardemir Karabükspor          | Spor toto Süper Lig |
| Départs                     |                    |              |                               |                               |                     |
| Zana Allée                  | Milieu offensif    | France       | Retour de prêt                | Stade rennais FC              | Ligue 1             |
| Jeffrey Baltus              | Gardien de but     | France       | Fin de contrat                |                               |                     |
| Willy Boly                  | Défenseur          | France       | Vente                         | Sporting Braga                | Liga ZON Sagres     |
| Adama Coulibaly             | Défenseur          | Mali         | Fin de contrat                | Valenciennes FC               | Ligue 2             |
| Rémy Ebanega                | Défenseur          | Gabon        | Fin de contrat                | CA Bastia                     | National            |
| Rudy Haddad                 | Milieu offensif    | France       | Fin de contrat                | Paris SG rés.                 | CFA                 |
| Lynel Kitambala             | Attaquant          | France       | Retour de prêt                | AS Saint-Étienne              | Ligue 1             |
| Éric Marester               | Défenseur          | France       | Résiliation de contrat        | AC Ajaccio                    | Ligue 2             |
| Thomas Monconduit           | Milieu de terrain  | France       | Fin de contrat                |                               |                     |
| Axel Ngando                 | Milieu de terrain  | France       | Retour de prêt                | Stade rennais FC              | Ligue 1             |
| Alassane Pléa               | Milieu offensif    | France       | Retour de prêt                | Olympique lyonnais            | Ligue 1             |
| Marco Ramos                 | Défenseur          | Portugal     | Fin de contrat                | F91 Dudelange                 | Division Nationale  |
| Souleymane Sawadogo         | Attaquant          | Burkina Faso | Fin de contrat                | Clermont Foot 63              | Ligue 2             |
| Prince Segbefia             | Milieu de terrain  | Togo         | Fin de contrat                | FK Zorya Louhansk             | Premier-Liha        |
| Olivier Sorin               | Gardien de but     | France       | Fin de contrat                | Stade rennais FC              | Ligue 1             |
| Staff                       |                    |              |                               |                               |                     |
| Départs                     |                    |              |                               |                               |                     |
| Claude Barret               | Entraîneur adjoint | France       | Fin de contrat                |                               |                     |

### Mercato hivernal
Le mercato hivernal ouvre ses portes le 3 janvier 2015.
Sébastien Haller, en quête de temps de jeu, rejoint le FC Utrecht, club néerlandais, sous forme d'un prêt avec option d'achat.
Yann Boé-Kane quitte le club auxerrois afin de rejoindre le Ergotelis FC, club grec.
Le 16 janvier, Sohny Sefil signe son premier contrat professionnel.
Le prêt de Tafsir Chérif est rompu lors du mercato hivernal. Il rejoint l'US Orléans sous forme de prêt de la part de l'AS Monaco FC.
Florian Ayé, jeune attaquant auxerrois, obtient son premier contrat pro lors de ce mercato hivernal.
Le Stade rennais FC, ayant le nombre de prêts maximums et souhaitant prêté Dimitri Cavaré au RC Lens, décide de rompre son contrat avec Cheick Fantamady Diarra, celui-ci pouvant rejoindre par la suite l'AJ Auxerre où il évoluait déjà auparavant sous forme de prêt.
| Nom                     | Poste             | Nationalité | Transfert                     | Provenance/Destination | Division           |
| Joueurs                 |                   |             |                               |                        |                    |
| Arrivées                |                   |             |                               |                        |                    |
| Sohny Sefil             | Défenseur         | France      | Premier contrat professionnel | AJ Auxerre rés.        | CFA 2              |
| Florian Ayé             | Attaquant         | France      | Premier contrat professionnel | AJ Auxerre rés.        | CFA 2              |
| Cheick Fantamady Diarra | Attaquant         | Mali        | Joueur libre                  | Sans club              |                    |
| Départs                 |                   |             |                               |                        |                    |
| Yann Boé-Kane           | Milieu de terrain | France      | Résiliation de contrat        | Ergotelis FC           | Superleague Elláda |
| Sébastien Haller        | Attaquant         | France      | Prêt avec option d'achat      | FC Utrecht             | Eredivisie         |
| Tafsir Chérif           | Attaquant         | Guinée      | Résiliation du prêt           | AS Monaco FC           | Ligue 1            |
| Cheick Fantamady Diarra | Attaquant         | Mali        | Résiliation du prêt           | Stade rennais FC       | Ligue 1            |

## Ligue 2

### Matchs

#### Août 2014
La saison débute le 1er août en Ligue 2 par la réception du Havre AC au Stade Abbé-Deschamps.
L'AJ Auxerre commence la saison par une victoire prometteuse sur le score de 2 buts à 0 contre Le Havre AC. Il s'agit du début en pro pour de nombreux joueurs tels que Ruben Aguilar, Tafsir Chérif ou François-Xavier Fumu Tamuzo qui obtient un penalty.
La semaine suivante, l'AJ Auxerre se déplace en Auvergne afin de jouer le Clermont Foot. 2 cadres de l'effectif, Frédéric Sammaritano et Vincent Gragnic se blessent au cours du match. La fin du match est tronquée par un orage qui suspend le match pendant près de 45 minutes mais le match a pu se terminer finalement sur le score inchangé de 1 à 1.
Avec une ligne de milieux offensifs décimée, Livio Nabab étant également blessé, Jean-Luc Vannuchi doit faire confiance à la jeunesse dans ce secteur du jeu mais l'AJ Auxerre enchaîne 3 défaites consécutives contre l'US Orléans, dans le derby bourguignon contre le Dijon FCO et contre le Valenciennes FC.

#### Septembre 2014
À la reprise du championnat après la trêve international, l'AJ Auxerre se rend chez son voisin troyen en tant que lanterne rouge, le match se déroulant le lundi. L'ESTAC Troyes est, pour sa part, en tête du classement.

 Et pourtant, l'AJ Auxerre s'impose sur le score de 2 buts à 1 grâce à un doublé du nouveau venu Yannis Mbombo fraîchement arrivé du Standard de Liège.
L'AJ Auxerre enchaîne par la suite sur deux matchs nuls contre l'AC Ajaccio et le Angers SCO puis une victoire contre l'AC Arles-Avignon permettant au club de maintenir sa série de matchs sans défaite et de voyager au milieu du classement.

#### Octobre 2014
L'AJ Auxerre continue sa série positive en récoltant deux matchs nuls contre des équipes jouant la montée en Ligue 1 que sont le FC Sochaux-Montbéliard et l'AS Nancy-Lorraine sur le score, respectivement, de 0 à 0 et 2 à 2.
Lors de son déplacement contre le Nîmes Olympique, Pierre Bouby, Vincent Gragnic, qui fait son retour dans le groupe après sa blessure contre Clermont, et Jean-Luc Vannuchi font leur retour aux Costières. Grâce à un but de Rémi Mulumba des 25 mètres au quart d'heure de jeu, l'AJ Auxerre s'impose sur le score de 1 but à 0. Malgré tout, la fin de match est compliquée pour les auxerrois après le carton rouge concédé par Rémi Mulumba à la suite d'un geste d'énervement après une faute de Jonathan Lacourt à l'heure de jeu.
L'AJ Auxerre voit le retour en tant que titulaire de Vincent Gragnic lors de la réception du Stade brestois 29. Le club reste sur une série de 7 matchs sans défaite. Malgré tout, l'absence de Rémi Mulumba, élément important au milieu de terrain auxerrois, à la suite de son carton rouge concédé contre le Nîmes Olympique se fera ressentir et le Stade brestois 29, candidat à la montée en Ligue 1, s'impose 3 buts à 0.

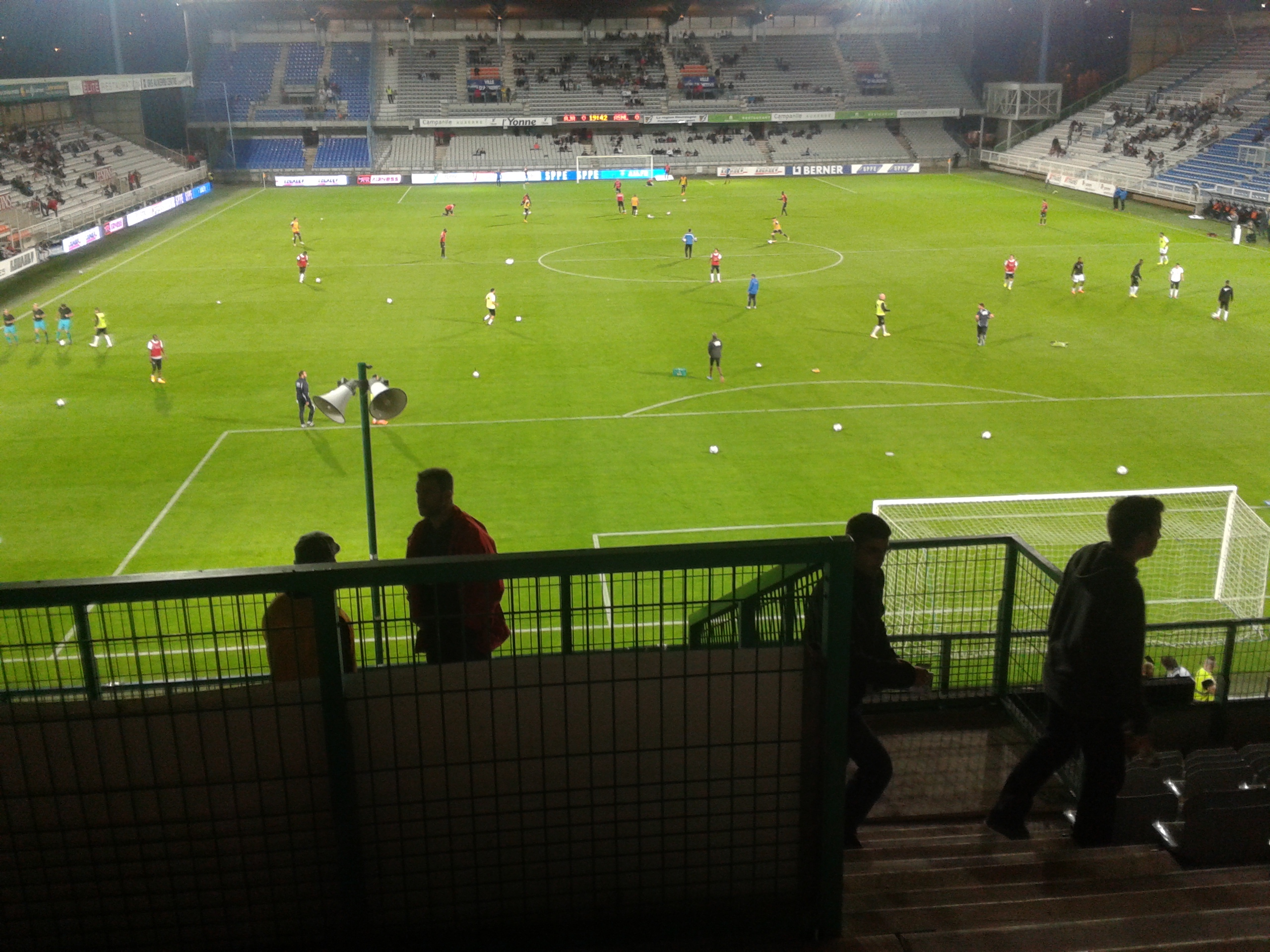
Stade de l'Abbé-Deschamps avant Auxerre - Nancy.

#### Novembre 2014
Le club débute le mois de novembre par un déplacement au Tours FC, alors lanterne rouge de Ligue 2. 

Dans un match globalement équilibré, le Tours FC prend l'avantage en première période et mène 2 buts à 1 à la mi-temps. Le score s'inverse en seconde période grâce à des buts de Cheick Fantamady Diarra et Vincent Gragnic et ainsi l'AJ Auxerre s'impose 3 buts à 2.
Grâce à un bon début de match, avec 2 buts inscrits en 13 minutes, l'AJ Auxerre s'impose, par la suite, sur le score de 3 buts à 1 contre Châteauroux et remonte à la 7e place au classement.
Contre le Stade lavallois, l'AJ Auxerre se doit de confirmer son résultat contre Châteauroux afin de figurer comme une équipe pouvant prétendre à la montée en Ligue 1. Dans un match globalement maîtrisé par les Auxerrois, les visiteurs ouvrent logiquement le score à la 63e minute par Vincent Gragnic. 

Malgré ce bon match, le club encaisse un but en fin de match et doit se contenter d'un match nul sur le score de 1 à 1.

#### Décembre 2014
L'AJ Auxerre se déplace au Gazélec Ajaccio, club intraitable à domicile. Dans un match assez équilibré, l'AJ Auxerre ouvre le score grâce à Livio Nabab. Jean-Luc Vannuchi essaye ensuite de garder ce score favorable en faisant rentrer des joueurs défensifs tels que Jean-Charles Castelletto ou Jamel Aït Ben Idir et passe à un système à 5 défenseurs. Malgré tout, tout comme contre le Stade lavallois, 2 semaines plus tôt, l'AJ Auxerre encaisse un nouveau but en fin de match sur coup franc et doit se contenter d'un match nul sur le score de 1 à 1.
Pour le dernier match de l'année 2014, l'AJ Auxerre reçoit les Chamois Niortais. 

Les auxerrois encaissent très rapidement un but de la part de Seydou Koné et déjoue complètement lors de la première période. En seconde période, les auxerrois se réveillent. Ils obtiennent un penalty à la suite d'une faute de Frédéric Bong mais Paul Delecroix effectue un double arrêt sur le penalty tiré par Vincent Gragnic. L'AJ Auxerre égalise logiquement grâce à un but de Grégory Berthier, son premier en Ligue 2. Jimmy Roye prend un carton rouge au moment du but mais le score n'évolue plus et les deux équipes repartent dos à dos sur un score de 1 à 1. Troisième match nul consécutif sur le score de 1 à 1 pour l'AJ Auxerre qui fait du surplace et se classe 9e à 8 points du podium au moment du la trêve hivernale.

#### Janvier 2015
L'AJ Auxerre débute le mois de janvier par un déplacement contre l'US Créteil. 
 Jean-Luc Vannuchi décide de changer son système tactique et aligne 5 défenseurs. Ce choix tactique est un échec, Auxerre encaissant 2 buts en 31 minutes. Jean-Luc Vannuchi abandonne ce schéma tactique et repasse avec 4 défenseurs avec l'entrée d'Amara Baby à la place de Ruben Aguilar à la 40e minute. 

À la suite de cette réorganisation tactique, Auxerre réagit avec un but d'Amara Baby à la 42e minute. La domination auxerroise se fait ressentir durant toute la seconde période et se conclut par un but de Sébastien Puygrenier sur un centre de Karim Djellabi dans le temps additionnel final.
Après une ouverture du score clermontoise, l'AJ Auxerre essaye de se reprendre en seconde période mais sa domination est stérile. Finalement, le club icaunais revient au score à la suite d'une bourde de Mehdi Jeannin, gardien clermontois, qui glisse sur un dégagement et remet involontairement le ballon à Julien Viale qui n'a plus qu'à marquer dans un but vide. 
La semaine suivante, le club icaunais obtient un nouveau match nul sur la pelouse de son voisin orléanais sur le score de 0 à 0.
Pour finir le mois de janvier, le club reçoit le Dijon FCO. Ce derby bourguignon est un match de la plus haute importance pour les auxerrois englués au milieu du classement. Afin de préparer la rencontre de la meilleure des manières, Jean-Luc Vannuchi décide de programmer une séance à huis clos en milieu de semaine au stade de l'Abbé-Deschamps. Les auxerrois arbore un nouveau système pour cette rencontre avec une mise en place en 4-3-1-2. La première période est, globalement, équilibrée. Les 2 équipes rejoignent les vestiaires sur le score de 0 à 0.

En seconde période, Julien Viale profite de bons ballons dans la surface et d'erreurs dijonaises pour inscrire un doublé. Il triple la mise en fin de rencontre à la suite d'un contre de Jean-Charles Castelletto et permet à l'AJ Auxerre de l'emporter 3 buts à 0.

#### Résultats par journée
| Journée   | 01 | 02 | 03  | 04  | 05  | 06 | 07  | 08  | 09  | 10  | 11  | 12 | 13  | 14 | 15 | 16 | 17 | 18 | 19 | 20 | 21 | 22 | 23 | 24 | 25 | 26  | 27 | 28 | 29 | 30 | 31 | 32 | 33 | 34 | 35 | 36 | 37 | 38 |
| --------- | -- | -- | --- | --- | --- | -- | --- | --- | --- | --- | --- | -- | --- | -- | -- | -- | -- | -- | -- | -- | -- | -- | -- | -- | -- | --- | -- | -- | -- | -- | -- | -- | -- | -- | -- | -- | -- | -- |
| Terrain   | D  | E  | D   | E   | D   | E  | D   | E   | D   | E   | D   | E  | D   | E  | D  | E  | E  | D  | E  | D  | E  | D  | E  | D  | E  | D   | E  | D  | E  | D  | E  | D  | E  | D  | D  | E  | D  | E  |
| Résultats | V  | N  | D   | D   | D   | V  | N   | N   | V   | N   | N   | V  | D   | V  | V  | N  | N  | N  | N  | N  | N  | V  | V  | D  | N  | D   | V  | V  | D  | V  | V  | D  | D  | N  | N  | N  | N  | D  |
| Points    | 3  | 4  | 4   | 4   | 4   | 7  | 8   | 9   | 12  | 13  | 14  | 17 | 17  | 20 | 23 | 24 | 25 | 26 | 27 | 28 | 29 | 32 | 35 | 35 | 36 | 36  | 39 | 42 | 42 | 45 | 48 | 48 | 48 | 49 | 50 | 51 | 52 | 52 |
| Place     | 3e | 3e | 11e | 14e | 15e | 9e | 13e | 13e | 10e | 10e | 12e | 9e | 10e | 9e | 7e | 7e | 8e | 9e | 9e | 9e | 9e | 8e | 7e | 8e | 8e | 10e | 8e | 6e | 9e | 8e | 7e | 7e | 8e | 9e | 8e | 8e | 8e | 9e |

Source : Liste des rencontres

Terrain : D = Domicile ; E = Extérieur. Résultat: D = Défaite ; N = Nul ; V = Victoire.

### Classement général
| Rang                                                                                                | Équipe                   | Pts | J  | G  | N  | P  | Bp | Bc | Diff |
| --------------------------------------------------------------------------------------------------- | ------------------------ | --- | -- | -- | -- | -- | -- | -- | ---- |
| 1                                                                                                   | ES Troyes AC             | 78  | 38 | 24 | 6  | 8  | 61 | 24 | +37  |
| 2                                                                                                   | GFC Ajaccio P            | 65  | 38 | 18 | 11 | 9  | 49 | 37 | +12  |
| 3                                                                                                   | Angers SCO               | 64  | 38 | 18 | 10 | 10 | 47 | 30 | +17  |
| 4                                                                                                   | Dijon FCO                | 61  | 38 | 17 | 10 | 11 | 44 | 34 | +10  |
| 5                                                                                                   | AS Nancy-Lorraine        | 58  | 38 | 15 | 13 | 10 | 53 | 39 | +14  |
| 6                                                                                                   | Stade brestois           | 57  | 38 | 14 | 15 | 9  | 41 | 27 | +14  |
| 7                                                                                                   | Le Havre AC              | 55  | 38 | 14 | 13 | 11 | 47 | 37 | +10  |
| 8                                                                                                   | Stade lavallois MFC      | 54  | 38 | 11 | 21 | 6  | 41 | 34 | +7   |
| 9                                                                                                   | AJ Auxerre               | 52  | 38 | 12 | 16 | 10 | 48 | 42 | +6   |
| 10                                                                                                  | FC Sochaux-Montbéliard R | 52  | 38 | 13 | 13 | 12 | 39 | 37 | +2   |
| 11                                                                                                  | Chamois Niortais FC      | 50  | 38 | 11 | 17 | 10 | 41 | 42 | -1   |
| 12                                                                                                  | Clermont Foot            | 49  | 38 | 12 | 13 | 13 | 43 | 47 | -4   |
| 13                                                                                                  | Nîmes Olympique          | 46  | 38 | 12 | 10 | 16 | 44 | 57 | -13  |
| 14                                                                                                  | US Créteil-Lusitanos     | 45  | 38 | 10 | 15 | 13 | 44 | 52 | -8   |
| 15                                                                                                  | Tours FC                 | 44  | 38 | 12 | 8  | 18 | 49 | 54 | -5   |
| 16                                                                                                  | Valenciennes FC R        | 42  | 38 | 10 | 12 | 16 | 34 | 51 | -17  |
| 17                                                                                                  | AC Ajaccio R             | 41  | 38 | 9  | 14 | 15 | 32 | 42 | -10  |
| 18                                                                                                  | US Orléans LF P          | 40  | 38 | 9  | 13 | 16 | 36 | 47 | -11  |
| 19                                                                                                  | LB Châteauroux           | 32  | 38 | 7  | 11 | 20 | 31 | 63 | -32  |
| 20                                                                                                  | AC Arles-Avignon         | 30  | 38 | 7  | 9  | 22 | 31 | 59 | -28  |
| - Promotion en Ligue 1 2015-2016 - Relégation en National 2015-2016 - Rétrogradation administrative |                          |     |    |    |    |    |    |    |      |

### Meilleurs buteurs
Mis à jour le 30 août 2016 après la 38e journée.
| Pl. | N° | Nat. | Buteur                   | Poste             | Buts |
| --- | -- | ---- | ------------------------ | ----------------- | ---- |
| 1   | 29 |      | Vincent Gragnic          | Milieu de terrain | 8    |
| 2   | 15 |      | Amara Baby               | Milieu de terrain | 5    |
| -   | 26 |      | Cheick Fantamady Diarra  | Attaquant         | 5    |
| 4   | 10 |      | Julien Viale             | Attaquant         | 4    |
| -   | 28 |      | Sébastien Puygrenier     | Défenseur         | 4    |
| 6   | 22 |      | Livio Nabab              | Attaquant         | 3    |
| -   | 24 |      | Yannis Mbombo            | Attaquant         | 3    |
| -   | 20 |      | Grégory Berthier         | Attaquant         | 3    |
| -   | 9  |      | Frédéric Sammaritano     | Milieu de terrain | 3    |
| 10  | 27 |      | Rémi Mulumba             | Milieu de terrain | 2    |
| -   | 34 |      | Alexandre Vincent        | Attaquant         | 2    |
| 12  | 4  |      | Jean-Charles Castelletto | Défenseur         | 1    |
| -   | 8  |      | Samed Kilic              | Milieu de terrain | 1    |
| -   | 19 |      | Tafsir Chérif            | Attaquant         | 1    |

### Meilleurs passeurs
Mis à jour le 30 août 2016 après la 38e journée.
| Pl. | N° | Nat. | Passeur                     | Poste             | Passes |
| --- | -- | ---- | --------------------------- | ----------------- | ------ |
| 1   | 15 |      | Amara Baby                  | Milieu de terrain | 4      |
| -   | 20 |      | Grégory Berthier            | Attaquant         | 4      |
| -   | 7  |      | Pierre Bouby                | Milieu de terrain | 4      |
| 4   | 26 |      | Cheick Fantamady Diarra     | Attaquant         | 3      |
| -   | 27 |      | Rémi Mulumba                | Milieu de terrain | 3      |
| 6   | 17 |      | Karim Djellabi              | Défenseur         | 2      |
| 7   | 12 |      | Grégoire Lefebvre           | Milieu de terrain | 1      |
| -   | 4  |      | Jean-Charles Castelletto    | Défenseur         | 1      |
| -   | 2  |      | Ruben Aguilar               | Défenseur         | 1      |
| -   | 28 |      | Sébastien Puygrenier        | Défenseur         | 1      |
| -   | 6  |      | Jamel Aït Ben Idir          | Milieu de terrain | 1      |
| -   | 14 |      | François-Xavier Fumu Tamuzo | Attaquant         | 1      |
| -   | 9  |      | Frédéric Sammaritano        | Milieu de terrain | 1      |

## Coupe de France
| 7e tour                               | SC Dinsheim (Excellence) | 0 - 3   | AJ Auxerre                                       | Stadium de Molsheim, Molsheim                             |                                                           |
| Samedi 15 novembre 2014 18:00 (UTC+1) |                          | (0 - 1) | Livio Nabab 19e Cheick Fantamady Diarra 46e, 86e | Spectateurs : 1 889 Vidéo du match Arbitrage : M. Bouille | Spectateurs : 1 889 Vidéo du match Arbitrage : M. Bouille |
| Samedi 15 novembre 2014 18:00 (UTC+1) | Rapport                  |         |                                                  | Spectateurs : 1 889 Vidéo du match Arbitrage : M. Bouille | Spectateurs : 1 889 Vidéo du match Arbitrage : M. Bouille |

| 8e tour                              | Sarreguemines FC (CFA 2) | 0 - 4   | AJ Auxerre                                                 | Stade de la Blies, Sarreguemines                              |                                                               |
| Samedi 6 décembre 2014 16:00 (UTC+1) |                          | (0 - 2) | Julien Viale 26e Livio Nabab 40e Grégory Berthier 56e, 72e | Spectateurs : Environ 2 500 Vidéo du match Arbitrage : M. Bar | Spectateurs : Environ 2 500 Vidéo du match Arbitrage : M. Bar |
| Samedi 6 décembre 2014 16:00 (UTC+1) | Rapport                  |         |                                                            | Spectateurs : Environ 2 500 Vidéo du match Arbitrage : M. Bar | Spectateurs : Environ 2 500 Vidéo du match Arbitrage : M. Bar |

| 32e de finale                         | AJ Auxerre          | 1 - 0   | RC Strasbourg Alsace (National) | Stade de l'Abbé-Deschamps, Auxerre                      |                                                         |
| Dimanche 4 janvier 2015 15:00 (UTC+1) | Vincent Gragnic 45e | (1 - 0) |                                 | Spectateurs : 4 726 Vidéo du match Arbitrage : M. Lavis | Spectateurs : 4 726 Vidéo du match Arbitrage : M. Lavis |
| Dimanche 4 janvier 2015 15:00 (UTC+1) | Rapport             |         |                                 | Spectateurs : 4 726 Vidéo du match Arbitrage : M. Lavis | Spectateurs : 4 726 Vidéo du match Arbitrage : M. Lavis |

| 16e de finale                       | Jura Sud Foot (CFA) | 0 - 1   | AJ Auxerre       | Stade Municipal de Moirans-en-Montagne, Moirans-en-Montagne  |                                                              |
| Mardi 20 janvier 2015 19:00 (UTC+1) |                     | (0 - 1) | Julien Viale 36e | Spectateurs : 3 000 Vidéo du match Arbitrage : Philippe Kalt | Spectateurs : 3 000 Vidéo du match Arbitrage : Philippe Kalt |
| Mardi 20 janvier 2015 19:00 (UTC+1) | Rapport             |         |                  | Spectateurs : 3 000 Vidéo du match Arbitrage : Philippe Kalt | Spectateurs : 3 000 Vidéo du match Arbitrage : Philippe Kalt |

| 8e de finale                        | Poiré-sur-Vie VF (National)                                                         | 1 - 1             | AJ Auxerre                                                                                    | Stade de l'Idonnière, Poiré-sur-Vie                          |                                                              |
| Mardi 10 février 2015 19:00 (UTC+1) | Loïc Dufau 90+1e (pen.)                                                             | (0 - 0)           | Livio Nabab 56e                                                                               | Spectateurs : 4 500 Vidéo du match Arbitrage : Olivier Thual | Spectateurs : 4 500 Vidéo du match Arbitrage : Olivier Thual |
| Mardi 10 février 2015 19:00 (UTC+1) | Rapport                                                                             |                   |                                                                                               | Spectateurs : 4 500 Vidéo du match Arbitrage : Olivier Thual | Spectateurs : 4 500 Vidéo du match Arbitrage : Olivier Thual |
| Mardi 10 février 2015 19:00 (UTC+1) | Pape Sarr Hugues Ayivi Kristopher Vicente Loïc Dufau Abdoulaye Touré Arnaud Souquet | Tirs au but 5 - 6 | Sébastien Puygrenier Livio Nabab Rémi Mulumba Thomas Fontaine Grégory Berthier Karim Djellabi | Spectateurs : 4 500 Vidéo du match Arbitrage : Olivier Thual | Spectateurs : 4 500 Vidéo du match Arbitrage : Olivier Thual |

| 1/4 de finale                   | Stade brestois 29 (L2)                                          | 0 - 0             | AJ Auxerre                                                                             | Stade Francis-Le Blé, Brest                                                         |                                                                                     |
| Jeudi 5 mars 2015 19:00 (UTC+1) |                                                                 | (0 - 0)           |                                                                                        | Spectateurs : 11 178 Diffuseur : Eurosport Vidéo du match Arbitrage : Benoît Millot | Spectateurs : 11 178 Diffuseur : Eurosport Vidéo du match Arbitrage : Benoît Millot |
| Jeudi 5 mars 2015 19:00 (UTC+1) | Rapport                                                         |                   |                                                                                        | Spectateurs : 11 178 Diffuseur : Eurosport Vidéo du match Arbitrage : Benoît Millot | Spectateurs : 11 178 Diffuseur : Eurosport Vidéo du match Arbitrage : Benoît Millot |
| Jeudi 5 mars 2015 19:00 (UTC+1) | Youssef Adnane Alexandre Cuvillier Gaëtan Courtet Simon Falette | Tirs au but 2 - 4 | Vincent Gragnic Sébastien Puygrenier Thomas Fontaine Rémi Mulumba Frédéric Sammaritano | Spectateurs : 11 178 Diffuseur : Eurosport Vidéo du match Arbitrage : Benoît Millot | Spectateurs : 11 178 Diffuseur : Eurosport Vidéo du match Arbitrage : Benoît Millot |

| 1/2 finale                       | AJ Auxerre               | 1 - 0   | EA Guingamp (L1) | Stade de l'Abbé-Deschamps, Auxerre                                                  |                                                                                     |
| Mardi 7 avril 2015 21:00 (UTC+2) | Frédéric Sammaritano 15e | (1 - 0) |                  | Spectateurs : 17 768 Diffuseur : Eurosport Vidéo du match Arbitrage : Benoît Millot | Spectateurs : 17 768 Diffuseur : Eurosport Vidéo du match Arbitrage : Benoît Millot |
| Mardi 7 avril 2015 21:00 (UTC+2) | Rapport                  |         |                  | Spectateurs : 17 768 Diffuseur : Eurosport Vidéo du match Arbitrage : Benoît Millot | Spectateurs : 17 768 Diffuseur : Eurosport Vidéo du match Arbitrage : Benoît Millot |

### Finale
| Titulaires :      |                         |     |
|                   |                         |     |
|                   | Donovan Léon            |     |
|                   | Ruben Aguilar           |     |
|                   | Sébastien Puygrenier    |     |
|                   | Thomas Fontaine         |     |
|                   | Karim Djellabi          |     |
|                   | Jamel Aït Ben Idir      |     |
|                   | Rémi Mulumba            | 86e |
|                   | Grégory Berthier        | 80e |
|                   | Amara Baby              | 82e |
|                   | Frédéric Sammaritano    |     |
|                   | Cheick Fantamady Diarra |     |
|                   |                         |     |
| Remplaçants :     |                         |     |
|                   | Geoffrey Lembet         |     |
|                   | Henri Ndong             |     |
|                   | Pierre Bouby            |     |
|                   | Samed Kilic             |     |
|                   | Alexandre Vincent       | 86e |
|                   | Julien Viale            | 82e |
|                   | Livio Nabab             | 80e |
|                   |                         |     |
| Entraîneur :      |                         |     |
| Jean-Luc Vannuchi |                         |     |

| Titulaires :  |                          |     |
|               |                          |     |
|               | Nicolas Douchez          |     |
|               | Maxwell                  |     |
|               | David Luiz               |     |
|               | Thiago Silva             |     |
|               | Gregory van der Wiel     |     |
|               | Thiago Motta             |     |
|               | Blaise Matuidi           |     |
|               | Marco Verratti           |     |
|               | Edinson Cavani           |     |
|               | Lucas Moura              | 73e |
|               | Zlatan Ibrahimović       |     |
|               |                          |     |
| Remplaçants : |                          |     |
|               | Salvatore Sirigu         |     |
|               | Lucas Digne              |     |
|               | Marquinhos               |     |
|               | Serge Aurier             |     |
|               | Yohan Cabaye             |     |
|               | Jean-Christophe Bahebeck |     |
|               | Ezequiel Lavezzi         | 73e |
|               |                          |     |
| Entraîneur :  |                          |     |
| Laurent Blanc |                          |     |

| Titulaires :      |                         |     |
|                   |                         |     |
|                   | Donovan Léon            |     |
|                   | Ruben Aguilar           |     |
|                   | Sébastien Puygrenier    |     |
|                   | Thomas Fontaine         |     |
|                   | Karim Djellabi          |     |
|                   | Jamel Aït Ben Idir      |     |
|                   | Rémi Mulumba            | 86e |
|                   | Grégory Berthier        | 80e |
|                   | Amara Baby              | 82e |
|                   | Frédéric Sammaritano    |     |
|                   | Cheick Fantamady Diarra |     |
|                   |                         |     |
| Remplaçants :     |                         |     |
|                   | Geoffrey Lembet         |     |
|                   | Henri Ndong             |     |
|                   | Pierre Bouby            |     |
|                   | Samed Kilic             |     |
|                   | Alexandre Vincent       | 86e |
|                   | Julien Viale            | 82e |
|                   | Livio Nabab             | 80e |
|                   |                         |     |
| Entraîneur :      |                         |     |
| Jean-Luc Vannuchi |                         |     |

| Titulaires :  |                          |     |
|               |                          |     |
|               | Nicolas Douchez          |     |
|               | Maxwell                  |     |
|               | David Luiz               |     |
|               | Thiago Silva             |     |
|               | Gregory van der Wiel     |     |
|               | Thiago Motta             |     |
|               | Blaise Matuidi           |     |
|               | Marco Verratti           |     |
|               | Edinson Cavani           |     |
|               | Lucas Moura              | 73e |
|               | Zlatan Ibrahimović       |     |
|               |                          |     |
| Remplaçants : |                          |     |
|               | Salvatore Sirigu         |     |
|               | Lucas Digne              |     |
|               | Marquinhos               |     |
|               | Serge Aurier             |     |
|               | Yohan Cabaye             |     |
|               | Jean-Christophe Bahebeck |     |
|               | Ezequiel Lavezzi         | 73e |
|               |                          |     |
| Entraîneur :  |                          |     |
| Laurent Blanc |                          |     |

### Meilleurs buteurs
Mis à jour le 30 août 2016 après la finale.
| Pl. | N° | Nat. | Buteur                  | Poste             | Buts |
| --- | -- | ---- | ----------------------- | ----------------- | ---- |
| 1   | 26 |      | Cheick Fantamady Diarra | Attaquant         | 2    |
| -   | 20 |      | Grégory Berthier        | Attaquant         | 2    |
| -   | 10 |      | Julien Viale            | Attaquant         | 2    |
| -   | 22 |      | Livio Nabab             | Attaquant         | 2    |
| 5   | 15 |      | Amara Baby              | Milieu de terrain | 1    |
| -   | 29 |      | Vincent Gragnic         | Milieu de terrain | 1    |
| -   | 9  |      | Frédéric Sammaritano    | Milieu de terrain | 1    |

## Coupe de la Ligue

### Calendrier
| 1er tour                         | US Orléans                                                                             | 1 - 1             | AJ Auxerre                                                                    | Stade de la Source, Orléans                      |                                                  |
| Mardi 12 août 2014 20:00 (UTC+2) | Robert Maah 45+3e                                                                      | (1 - 1)           | Tafsir Chérif 44e                                                             | Spectateurs : 4 089 Arbitrage : Yohann Rouinsard | Spectateurs : 4 089 Arbitrage : Yohann Rouinsard |
| Mardi 12 août 2014 20:00 (UTC+2) | Rapport                                                                                |                   |                                                                               | Spectateurs : 4 089 Arbitrage : Yohann Rouinsard | Spectateurs : 4 089 Arbitrage : Yohann Rouinsard |
| Mardi 12 août 2014 20:00 (UTC+2) | Grégory Tomas Loïc Loval-Landré Luigi Glombard Julien Delonglée Wilfried Louisy-Daniel | Tirs au but 3 - 4 | Julien Viale Willy Boly Jamel Aït Ben Idir Sébastien Haller Grégoire Lefebvre | Spectateurs : 4 089 Arbitrage : Yohann Rouinsard | Spectateurs : 4 089 Arbitrage : Yohann Rouinsard |

| 2e tour                          | AJ Auxerre                                          | 3 - 0   | AS Nancy-Lorraine | Stade de l'Abbé-Deschamps, Auxerre                                                    |                                                                                       |
| Mardi 26 août 2014 18:30 (UTC+2) | Julien Viale 10e, 41e (pen.), 73e Ruben Aguilar 51e | (2 - 0) |                   | Spectateurs : 3 757 Diffuseur : France 4 Vidéo du match Arbitrage : Sébastien Desiage | Spectateurs : 3 757 Diffuseur : France 4 Vidéo du match Arbitrage : Sébastien Desiage |
| Mardi 26 août 2014 18:30 (UTC+2) | Rapport                                             |         |                   | Spectateurs : 3 757 Diffuseur : France 4 Vidéo du match Arbitrage : Sébastien Desiage | Spectateurs : 3 757 Diffuseur : France 4 Vidéo du match Arbitrage : Sébastien Desiage |

| 16e de finale                       | SC Bastia                              | 3 - 1   | AJ Auxerre        | Stade Armand-Cesari, Furiani                                  |                                                               |
| Mardi 28 octobre 2014 20:00 (UTC+1) | Floyd Ayité 58e Djibril Cissé 64e, 71e | (0 - 1) | Yannis Mbombo 13e | Spectateurs : 4 381 Vidéo du match Arbitrage : Amaury Delerue | Spectateurs : 4 381 Vidéo du match Arbitrage : Amaury Delerue |
| Mardi 28 octobre 2014 20:00 (UTC+1) | Rapport                                |         |                   | Spectateurs : 4 381 Vidéo du match Arbitrage : Amaury Delerue | Spectateurs : 4 381 Vidéo du match Arbitrage : Amaury Delerue |

### Meilleurs buteurs
Mis à jour le 30 novembre 2014 après les 16e de finale.
| Pl. | N° | Nat. | Buteur        | Poste     | Buts |
| --- | -- | ---- | ------------- | --------- | ---- |
| 1   | 10 |      | Julien Viale  | Attaquant | 3    |
| 2   | 19 |      | Tafsir Chérif | Attaquant | 1    |
| -   | 24 |      | Yannis Mbombo | Attaquant | 1    |

## Bilan de la saison

### Bilan des matchs
Le tableau ci-dessous retrace toutes les rencontres officielles jouées par l'AJ Auxerre durant la saison. Le club icaunais participe à la Ligue 2, la Coupe de France et la Coupe de la Ligue.
Mis à jour le 30 août 2016.
| Compétition       | Place ou Tour actuel | Matchs joués | Victoires | Matchs nuls | Défaites | Buts marqués | Buts encaissés | Différence de buts |
| ----------------- | -------------------- | ------------ | --------- | ----------- | -------- | ------------ | -------------- | ------------------ |
| Ligue 2           | 9e                   | 38           | 12        | 16          | 10       | 48           | 42             | +6                 |
| Coupe de France   | Finale               | 8            | 5         | 2           | 1        | 11           | 2              | +9                 |
| Coupe de la Ligue | 16e de finale        | 3            | 1         | 1           | 1        | 5            | 4              | +1                 |
| Total             | Total                | 49           | 18        | 19          | 12       | 64           | 48             | +16                |

### Affluence
Affluence de l'AJ Auxerre à domicile

### Meilleurs buteurs
Mis à jour le 30 août 2016
| Pl. | N° | Nat. | Joueur                      | Poste             | L2 | CDF | CDL | Total |
| --- | -- | ---- | --------------------------- | ----------------- | -- | --- | --- | ----- |
| 1   | 29 |      | Vincent Gragnic             | Milieu de terrain | 8  | 1   | 0   | 9     |
| 1   | 10 |      | Julien Viale                | Attaquant         | 4  | 2   | 3   | 9     |
| 3   | 26 |      | Cheick Fantamady Diarra     | Attaquant         | 5  | 2   | 0   | 7     |
| 4   | 15 |      | Amara Baby                  | Milieu de terrain | 5  | 1   | 0   | 6     |
| 5   | 20 |      | Grégory Berthier            | Attaquant         | 3  | 2   | 0   | 5     |
| 5   | 22 |      | Livio Nabab                 | Attaquant         | 3  | 2   | 0   | 5     |
| 7   | 28 |      | Sébastien Puygrenier        | Défenseur         | 4  | 0   | 0   | 4     |
| 7   | 9  |      | Frédéric Sammaritano        | Milieu de terrain | 3  | 1   | 0   | 4     |
| 7   | 24 |      | Yannis Mbombo               | Attaquant         | 3  | 0   | 1   | 4     |
| 10  | 27 |      | Rémi Mulumba                | Milieu de terrain | 2  | 0   | 0   | 2     |
| 10  | 34 |      | Alexandre Vincent           | Attaquant         | 2  | 0   | 0   | 2     |
| 10  | 19 |      | Tafsir Chérif               | Attaquant         | 1  | 0   | 1   | 2     |
| 13  | 4  |      | Jean-Charles Castelletto    | Défenseur         | 1  | 0   | 0   | 1     |
| 13  | 8  |      | Samed Kilic                 | Milieu de terrain | 1  | 0   | 0   | 1     |
| 15  | 1  |      | Geoffrey Lembet             | Gardien           | 0  | 0   | 0   | 0     |
| 15  | 30 |      | Donovan Léon                | Gardien           | 0  | 0   | 0   | 0     |
| 15  | 40 |      | Xavier Lenogue              | Gardien           | 0  | 0   | 0   | 0     |
| 15  | 2  |      | Ruben Aguilar               | Défenseur         | 0  | 0   | 0   | 0     |
| 15  | 3  |      | Thomas Fontaine             | Défenseur         | 0  | 0   | 0   | 0     |
| 15  | 5  |      | Henry Ndong                 | Défenseur         | 0  | 0   | 0   | 0     |
| 15  | 17 |      | Karim Djellabi              | Défenseur         | 0  | 0   | 0   | 0     |
| 15  | 25 |      | Sohny Sefil                 | Défenseur         | 0  | 0   | 0   | 0     |
| 15  | 35 |      | Kenji Van Boto              | Défenseur         | 0  | 0   | 0   | 0     |
| 15  | 6  |      | Jamel Aït Ben Idir          | Milieu de terrain | 0  | 0   | 0   | 0     |
| 15  | 7  |      | Pierre Bouby                | Milieu de terrain | 0  | 0   | 0   | 0     |
| 15  | 12 |      | Grégoire Lefebvre           | Milieu de terrain | 0  | 0   | 0   | 0     |
| 15  | 18 |      | Yann Boé-Kane               | Milieu de terrain | 0  | 0   | 0   | 0     |
| 15  | 23 |      | Nicolas Gavory              | Milieu de terrain | 0  | 0   | 0   | 0     |
| 15  | 11 |      | Sébastien Haller            | Attaquant         | 0  | 0   | 0   | 0     |
| 15  | 14 |      | François-Xavier Fumu Tamuzo | Attaquant         | 0  | 0   | 0   | 0     |
| 15  | 21 |      | Valentin Jacob              | Attaquant         | 0  | 0   | 0   | 0     |

## Équipe réserve
L'équipe réserve de l'AJ Auxerre évolue en CFA 2 dans le groupe E regroupant les équipes du Nord-Est.
L'effectif est principalement constitué de joueurs professionnels n'ayant pas de temps de jeu en Ligue 2.

### Calendrier
| Journée    | Date     | Horaire | Domicile                          | Résultat | Extérieur                         | Buteurs de l'AJ Auxerre                                                          |
| ---------- | -------- | ------- | --------------------------------- | -------- | --------------------------------- | -------------------------------------------------------------------------------- |
| Journée 1  | 23/08/14 | 17h00   | AJ Auxerre rés.                   | 3 - 0    | Sarreguemines FC                  | Steven Bakeba , Nicolas Gavory , Metin Karayer (csc)                             |
| Journée 2  | 30/08/14 | 17h00   | AJ Auxerre rés.                   | 2 - 1    | SC Schiltigheim                   | Grégory Berthier , Kenji Van Boto                                                |
| Journée 3  | 06/09/14 | 17h00   | ASC Biesheim                      | 1 - 0    | AJ Auxerre rés.                   |                                                                                  |
| Journée 4  | 20/09/14 | 18h00   | AJ Auxerre rés.                   | 2 - 0    | CSO Amnéville                     | Sébastien Haller (pen.)                                                          |
| Journée 5  | 04/10/14 | 18h00   | AS Illzach Modenheim              | 0 - 3    | AJ Auxerre rés.                   | Sébastien Haller , Grégory Berthier                                              |
| Journée 6  | 18/10/14 | 17h00   | AJ Auxerre rés.                   | 2 - 0    | FC Saint-Louis Neuweg             | Vincent Gragnic , Sébastien Haller (pen.)                                        |
| Journée 7  | 01/11/14 | 18h00   | US Forbach                        | 1 - 4    | AJ Auxerre rés.                   | Yannis Mbombo , Sohny Sefil , François-Xavier Fumu Tamuzo                        |
| Journée 8  | 08/11/14 | 18h00   | AJ Auxerre rés.                   | 3 - 0    | AS Sainte-Savine Rivière de Corps | François-Xavier Fumu Tamuzo , Nicolas Gavory                                     |
| Journée 9  | 22/11/14 | 17h00   | ES Thaon                          | 0 - 1    | AJ Auxerre rés.                   | Nicolas Gavory                                                                   |
| Journée 10 | 29/11/14 | 17h00   | AJ Auxerre rés.                   | 1 - 0    | SR Colmar rés.                    | Sohny Sefil                                                                      |
| Journée 11 | 13/12/14 | 17h00   | AJ Auxerre rés.                   | 3 - 1    | RC Épernay Champagne              | Sébastien Haller                                                                 |
| Journée 12 | 20/12/14 | 16h00   | AJ Auxerre rés.                   | 5 - 1    | FCSR Haguenau                     | Valentin Jacob , François-Xavier Fumu Tamuzo , Grégoire Lefebvre , Moussa Diallo |
| Journée 13 | 10/01/15 | 14h30   | AS Nancy-Lorraine rés.            | 1 - 2    | AJ Auxerre rés.                   | Romain Montiel , Grégoire Lefebvre                                               |
| Journée 14 | 24/01/15 | 17h00   | SC Schiltigheim                   | 1 - 1    | AJ Auxerre rés.                   | Yannis Mbombo                                                                    |
| Journée 15 | 31/01/15 | 18h00   | AJ Auxerre rés.                   | 4 - 0    | ASC Biesheim                      | (csc), Nicolas Gavory , Valentin Jacob , Florian Ayé                             |
| Journée 16 | 14/02/15 | 18h00   | CSO Amnéville                     | 0 - 2    | AJ Auxerre rés.                   | Frédéric Sammaritano , Romain Montiel                                            |
| Journée 17 | 21/02/15 | 18h00   | AJ Auxerre rés.                   | 2 - 0    | AS Illzach Modenheim              | Frédéric Sammaritano , Yannis Mbombo                                             |
| Journée 18 | 07/03/15 | 18h00   | FC Saint-Louis Neuweg             | 0 - 1    | AJ Auxerre rés.                   | (csc)                                                                            |
| Journée 19 | 14/03/15 | 17h00   | AJ Auxerre rés.                   | 3 - 0    | US Forbach                        | François-Xavier Fumu Tamuzo , Valentin Jacob                                     |
| Journée 20 | 28/03/15 | 15h00   | AS Sainte-Savine Rivière de Corps | 0 - 4    | AJ Auxerre rés.                   | Giorgi Jobava , Romain Montiel , Valentin Jacob , Florian Ayé                    |
| Journée 21 | 04/04/15 | 17h00   | AJ Auxerre rés.                   | 3 - 0    | ES Thaon                          | Nicolas Gavory , Vincent Gragnic , (csc)                                         |
| Journée 22 | 11/04/15 | 18h00   | SR Colmar rés.                    | 3 - 3    | AJ Auxerre rés.                   | Nicolas Gavory (pen.), Noam Trabé                                                |
| Journée 23 | 25/04/15 | 18h00   | RC Épernay Champagne              | 0 - 3    | AJ Auxerre rés.                   | Nicolas Gavory , Valentin Jacob                                                  |
| Journée 24 | 02/05/15 | 18h00   | FCSR Haguenau                     | 2 - 3    | AJ Auxerre rés.                   | François-Xavier Fumu Tamuzo , Yannis Mbombo , Noam Trabé                         |
| Journée 25 | 16/05/15 | 18h00   | AJ Auxerre rés.                   | 0 - 2    | AS Nancy-Lorraine rés.            |                                                                                  |
| Journée 26 | 23/05/15 | 18h00   | Sarreguemines FC                  | 0 - 2    | AJ Auxerre rés.                   | Giorgi Jobava , Nils Bouekou                                                     |

### Classement
| Rang | Équipe                              | Pts | J  | G  | N  | P  | Bp | Bc | Diff |
| ---- | ----------------------------------- | --- | -- | -- | -- | -- | -- | -- | ---- |
| 1    | AJ Auxerre rés.                     | 94  | 26 | 22 | 2  | 2  | 62 | 14 | +48  |
| 2    | FC Saint-Louis Neuweg               | 81  | 26 | 17 | 4  | 5  | 50 | 22 | +28  |
| 3    | AS Nancy-Lorraine rés.              | 78  | 26 | 16 | 4  | 6  | 56 | 27 | +29  |
| 4    | FCSR Haguenau P                     | 71  | 26 | 13 | 6  | 7  | 48 | 29 | +19  |
| 5    | RC Épernay Champagne                | 66  | 26 | 10 | 10 | 6  | 32 | 25 | +7   |
| 6    | CSO Amneville                       | 62  | 26 | 10 | 7  | 9  | 36 | 32 | +4   |
| 7    | SC Schiltigheim                     | 58  | 26 | 9  | 5  | 12 | 29 | 34 | -5   |
| 8    | US Forbach P                        | 55  | 26 | 7  | 8  | 11 | 34 | 45 | -11  |
| 9    | Sarreguemines FC                    | 55  | 26 | 8  | 5  | 13 | 36 | 46 | -10  |
| 10   | ASC Biesheim                        | 55  | 26 | 8  | 5  | 13 | 23 | 39 | -16  |
| 11   | AS Illzach Modenheim                | 54  | 26 | 7  | 7  | 12 | 27 | 37 | -10  |
| 12   | ES Thaon                            | 53  | 26 | 7  | 6  | 13 | 24 | 38 | -14  |
| 13   | AS Sainte-Savine Rivière de Corps P | 46  | 26 | 5  | 5  | 16 | 29 | 47 | -18  |
| 14   | SR Colmar rés.                      | 41  | 26 | 4  | 4  | 18 | 19 | 70 | -51  |

|  | Promu en CFA. |
|  | En course pour une place de meilleur deuxième. |
|  | Relégué en Division d'Honneur. |
|  | R Relégué de CFA P Promu de Division d'Honneur. Pts points ; G victoires ; N match nuls ; P défaites Bp buts marqués ; Bc buts encaissés ; Diff différence de buts |

### Meilleurs buteurs
Mis à jour le 30 août 2016 après la 26e journée.
| Pl. | Buteur                      | Buts |
| --- | --------------------------- | ---- |
| 1   | Nicolas Gavory              | 9    |
| 2   | Sébastien Haller            | 8    |
| -   | François-Xavier Fumu Tamuzo | 8    |
| 4   | Valentin Jacob              | 5    |
| -   | Yannis Mbombo               | 5    |
| 6   | Romain Montiel              | 3    |
| 7   | Grégory Berthier            | 2    |
| -   | Sohny Sefil                 | 2    |
| -   | Grégoire Lefebvre           | 2    |
| -   | Frédéric Sammaritano        | 2    |
| -   | Florian Ayé                 | 2    |
| -   | Vincent Gragnic             | 2    |
| -   | Noam Trabé                  | 2    |
| -   | Giorgi Jobava               | 2    |
| 15  | Steven Bakeba               | 1    |
| -   | Moussa Diallo               | 1    |
| -   | Kenji Van Boto              | 1    |
| -   | Nils Bouekou                | 1    |

## Équipes de jeunes

### Gambardella
L'équipe des moins de 19 ans de l'AJ Auxerre, composée de joueurs étant nés au plus tôt en 1996, participe à la Coupe Gambardella dont elle est tenante du titre.
| Tour          | Date     | Horaire | Domicile       | Résultat        | Extérieur            | Buteurs de l'AJ Auxerre                            |
| ------------- | -------- | ------- | -------------- | --------------- | -------------------- | -------------------------------------------------- |
| 64e de finale | 18/01/15 | 14h30   | AJ Auxerre     | 3 - 0           | RC Strasbourg Alsace | Evan Ndicka , Moussa Diallo , Trevis N'Tsikassissa |
| 32e de finale | 11/02/15 | 15h00   | SAS Épinal     | 0 - 2           | AJ Auxerre           | Florian Ayé , Giorgi Jobava                        |
| 16e de finale | 01/03/15 | 15h00   | Montfermeil FC | 1 - 1 (3-5 tab) | AJ Auxerre           | Brahim Konaté                                      |
| 8e de finale  | 22/03/15 | 15h00   | AJ Auxerre     | 3 - 1           | AS Monaco FC         | Samed Kilic (pen.), Giorgi Jobava , Florian Ayé    |
| 1/4 de finale | 15/04/15 | 15h00   | AJ Auxerre     | 1 - 3           | Stade rennais FC     | Florian Ayé                                        |